# Козлов-Качан, Вулкан Николаевич
Вулкан Николаевич Козлов-Качан (1924—2017 или 2019) — советский и украинский писатель. Участник Великой Отечественной войны. Имел государственные награды.

## Биография
Родился 15 декабря 1924 в селе Гертопаново (ныне в составе села Кетрисановка) в семье рабочего. До мая 1941 года проживал в Кировограде, учился в средней школе и аэроклубе, после окончания которого был направлен в Одесскую военную авиационную школу пилотов.
С началом войны школу пилотов эвакуировали в Сталинград. Чтобы попасть на войну Козлов-Качан подделал данные о возрасте: прибавил себе год и восемь месяцев. В 1941—1946 годах находился в рядах Советской Армии. В 1944 году впервые сел за штурвал истребителя. За время войны совершил 495 вылетов, победу встретил под Харьковом.
После демобилизации его направили в школу КГБ во Львов. В 1946—1970 годах работал в органах государственной безопасности, дослужился до подполковника. Позже работал в аэроклубе. Проживал в Ужгороде.
Издал четыре повести про чекистов Карпат: «Люди и волки» (1963), «Пробуждённое выстрелом утро» (1968), «Кальмар» (1975), «Секунды века» (1988, на русском языке). В 2000 году издал первую книгу романа «В степях Громоклея», в 2002 году — книгу «Страницы старой тетради». Печатался в газетах. В 2005 году издал вторую книгу романа «В степях Громоклея». Произведение посвящено жизни многонационального юга Украины в довоенное время, самоотверженной борьбе земляков автора против немецко-фашистских захватчиков в годы Великой Отечественной войны на Кировоградщине.